# Cintrage de tubes
 (mai 2023).
Si vous disposez d'ouvrages ou d'articles de référence ou si vous connaissez des sites web de qualité traitant du thème abordé ici, merci de compléter l'article en donnant les références utiles à sa vérifiabilité et en les liant à la section « Notes et références ».

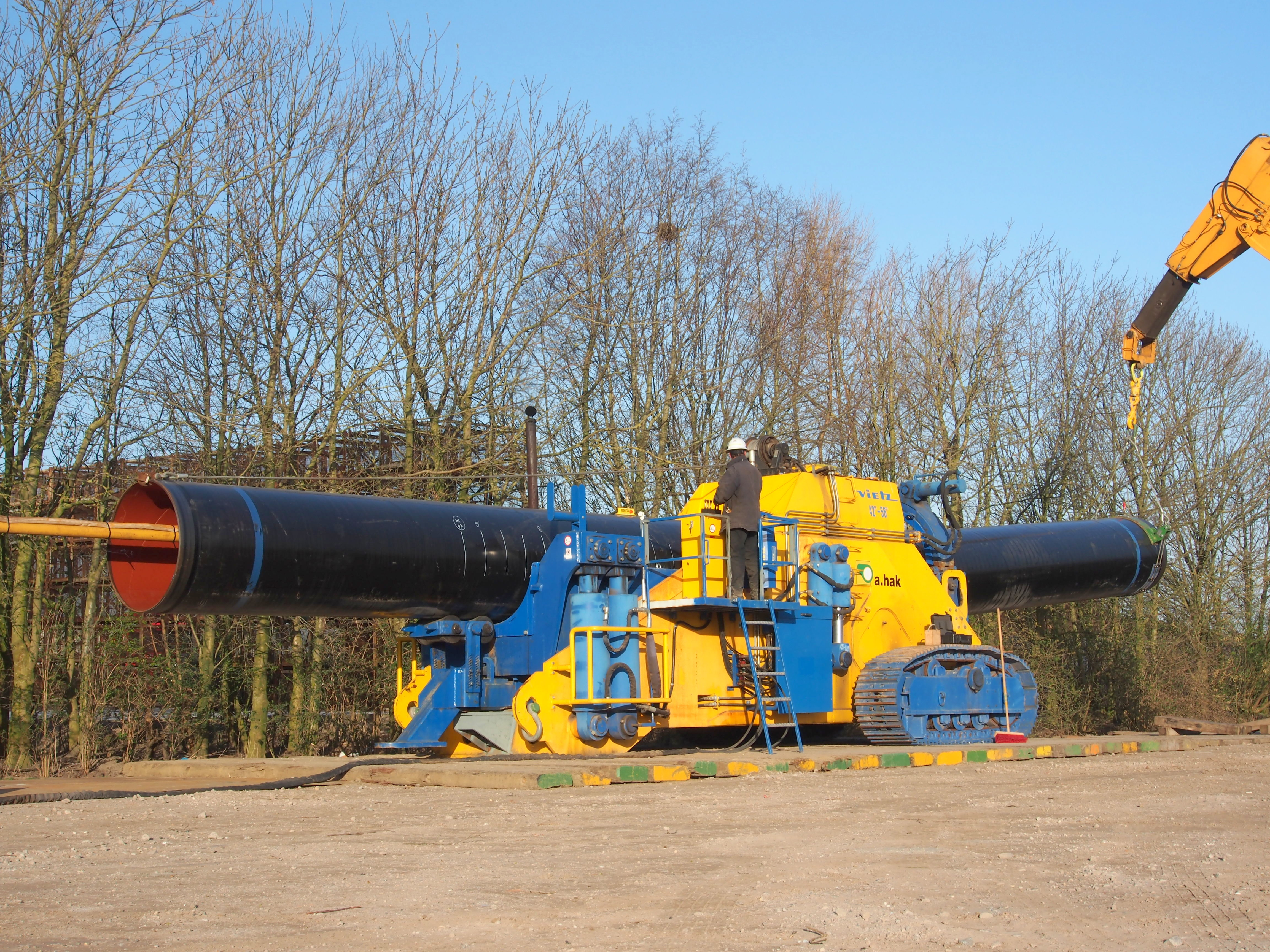
Cintreuse de tubes de très grand diamètre.

Le cintrage de tubes est une opération de déformation permanente des tubes (principalement métalliques ou plastiques), selon plusieurs méthodes et avec divers outillages ou machines.

## Description

Tube cintré et les zones : intrados (en rouge), extrados (en bleu), les 2 fibres neutres (en pointillé blanc-noir), et le plan de cintrage (en blanc).

Lorsque l'on cintre un tube, la paroi extérieure (appelée extrados) s'amincit. La matière s'allonge et perd de l'épaisseur. Au contraire, la paroie "interne" du cintre (appelée intrados), s'épaissit par compression de la matière (voir rétreinte en chaudronnerie ou en forge). Ce phénomène peut conduire à l'apparition de plis dans le cintre ; c'est un des défauts les  plus courants.. Tous les tubes ne sont pas cintrables : la matière doit posséder un pourcentage d'allongement suffisant.

## Méthodes

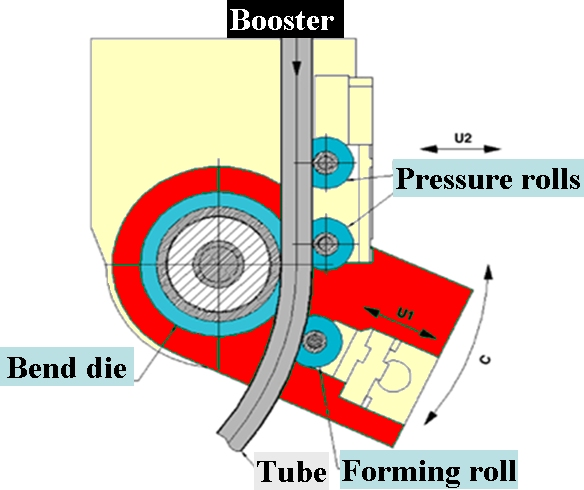
Outillage complet pour le processus de cintrage par poussée à trois rouleaux

Pour limiter la diminution d'épaisseur, on peut utiliser une poussée sur l'arrière du tube (on parle de « booster »). Cette pratique est particulièrement utilisée en rayon court ou pour des tubes de grande section. Pour limiter les plis, on utilise un « efface plis », ou « sabot lisseur », qui vient appuyer sur la zone intérieure du tube pendant le cintrage.

### Cintrage au sable
Pour éviter l'apparition de plis ou d'« aplatissement »(cad : section plus ovale que circulaire au milieu du cintre), on peut remplir préalablement le tube de sable, le tasser, puis boucher solidement les extrémités. On parle de « cintrage au sable ». C'est technique est valable pour le cintrage à froid comme pour le cintrage a chaud (dans ce cas, il faut prendre du sable très sec pour éviter la formation de vapeur et un risque d'explosion par surpression au moment de la chauffe).

## Outils et machines de cintrage
Il existe aujourd’hui des outils manuels et des machines pour résoudre plusieurs défauts pouvant apparaitre avec divers matériaux et conditions (température, tolérances requises,..), et dédiées aux spécificités de chaque secteur industriel.
Leurs principales pièces mécaniques sont:
- une matrice (mobile ou non). Il s'agit d'une contre-forme torique. Le tube va s'enrouler autour pour former le cintre. Elle s'adaptent généralement a un seul diamètre pour évité l'aplatissement du tube.
- un ou plusieurs galets (libre en rotation autour de leurs axes). Étant moins soumis à un effort mécanique, ils peuvent souvent recevoir une certaine plage de diamètres.

### Outils manuels

#### Pince à cintrer

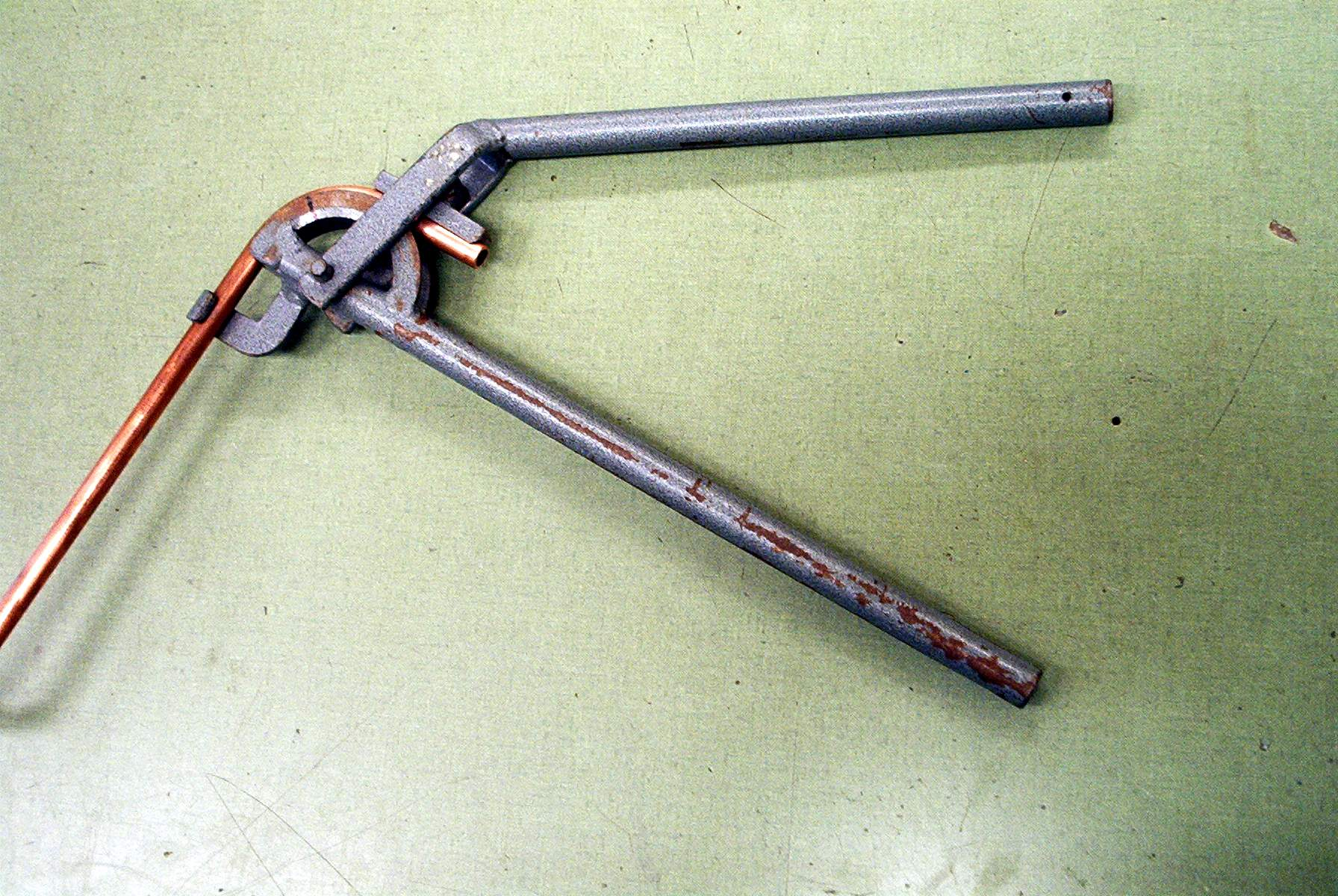
Pince à cintrer pour tubes en cuivre (ici une opération « à froid »).

L'outil classique du plombier pour cette opération, est la pince à cintrer. Outil adapté pour les petits diamètres en cuivre (ou autre métal suffisamment ductile), voir aux plastiques.

#### Cintreuse arbalète
Comme la pince à cintrer, c'est un outil de plombier, inspiré du fonctionnement de l'arbalète. En lieu et place de l'arc, on place le tube à cintrer dans 2 galets. L'axe central (médiatrice des centres des 2 galets) déplace la matrice sur la bissectrice de l'angle de cintrage. Puis l'on actionne une gâchette qui va déplacer la matrice (grâce a une crémaillère) sur l'axe central. Pouvant généralement être actionné d'une seule main, cette outil permet de contrôler en temp réel l'angle de cintrage de l'autre main (avec une équerre ou une fausse-équerre).

#### Cintreuse hydraulique (à arbalète)

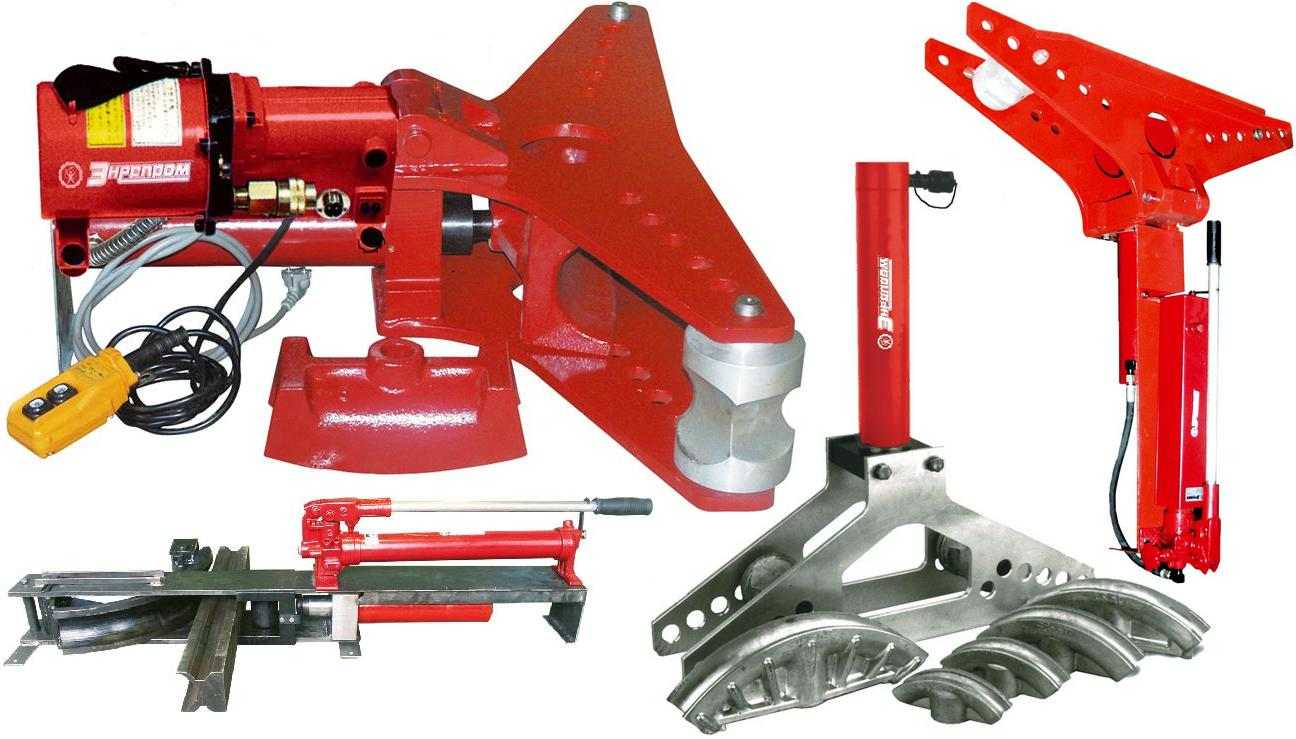
3 cintreuses hydrauliques (à arbalètes), dont une à pompe motorisé (en haut à gauche), et une cintreuse à segments (en bas à gauche)

Pour les diamètres allant du DN25 au DN80, ou des matériaux moins ductiles (acier noir ou inox), les outils précédents ne sont donc plus valable. Le tuyauteur utilise alors un outil plus robuste et plus lourd, que l'on pose généralement au sol. Sur le même principe que la cintreuse arbalète, le cintrage s'effectue par pression de la matrice au milieu de l'arc du cintre, sur la bissectrice de l'angle du cintre. Un vérin hydraulique remplace la crémaillère.

### Machines

#### Cintreuse à galet

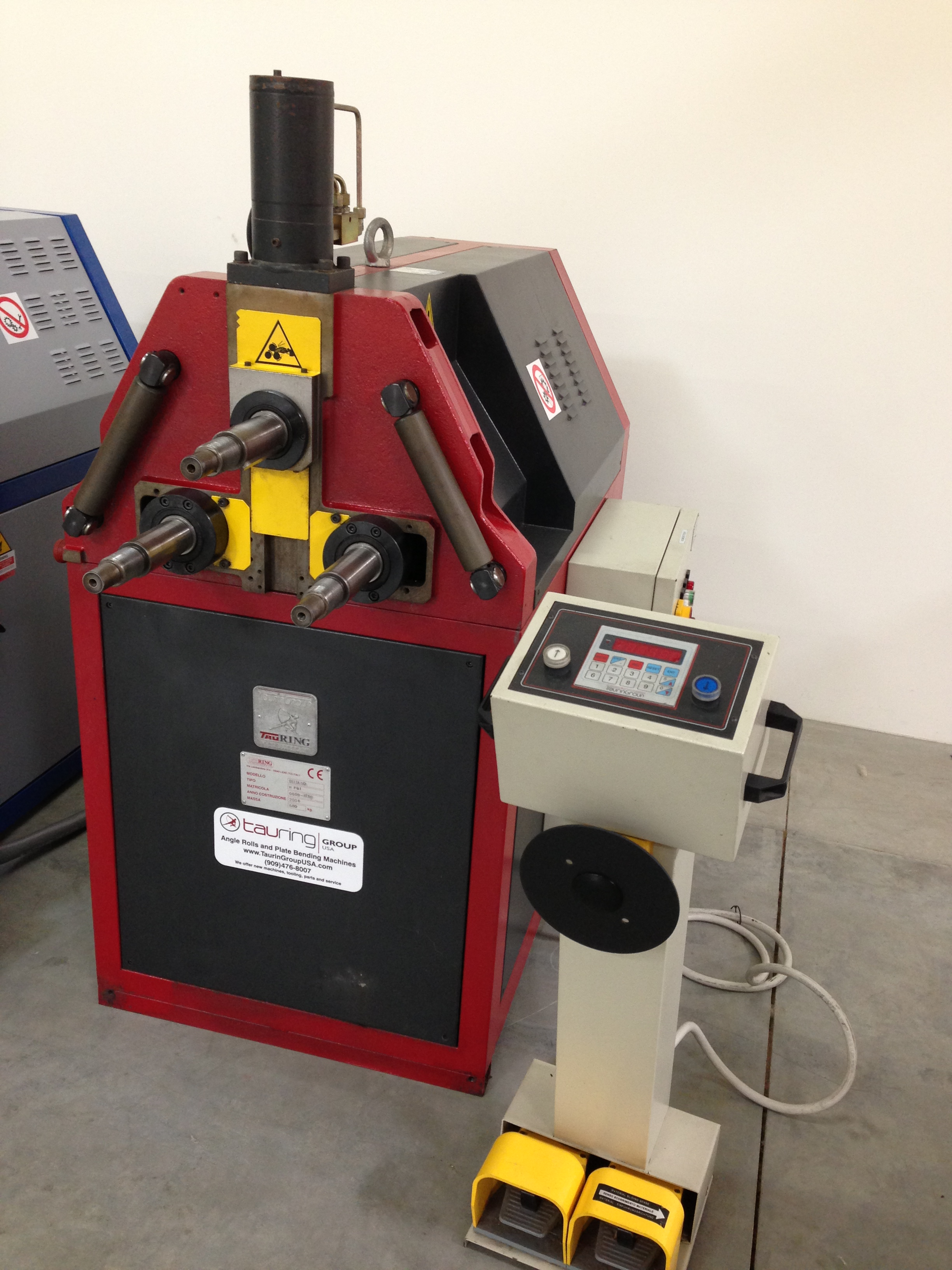
Cintreuse à galet: pour cintrer des tubes ou d'autre profilés, ici les 3 galets ne sont pas mis en place.

Cintreuse à galet ou rouleuse à galet (à ne pas confondre avec la cintreuse à tôle), comporte 1 (comme sur l'image ci-contre) ou 2 têtes qui, muni de galets, entraineront le tube à cintrer. Le rayon de courbure peut être fixe, ou variable (comme sur l'image ci-contre) pour pouvoir changer ce dernier sans arrêt de la machine, ou pouvoir réaliser des cintres a courbure variable. Il est possible que la ou les têtes d'entrainements puisse se déplacer perpendiculairement au plan de cintrage normal, pour pouvoir réaliser des spirales en 3 dimensions, (comme la rembarde d'un escalier en colimaçon).

#### Évolution technologique
Les innovations productives et de process ont été remarquables au cours de ces dernières années[Quand ?], jusqu’à en arriver à la réalisation de rayons variables dans l’espace avec matrices universelles capables de produire des rayons variables de diverses grandeurs simplement avec l’auxiliaire de programmation par CNC.
Une des autres innovations, c’est l’intégration, dans un seul cycle de production, de cintres avec rayons courts (avec mandrin) et rayons variables sur machines à sens de cintrage droit et gauche en continu, en évitant la reprise des pièces et donc la production d’outillages.[pas clair]